# Carlos Andrés Pérez
Carlos Andrés Pérez (27. října 1922 – 25. prosince 2010, Miami, Florida) byl venezuelský politik, venezuelský prezident v letech 1974–1979 a v letech 1989–1993. V jeho prvním období těžila Venezuela z exportu ropy a v zemi byla prosperita, ale v jeho druhém období během ekonomické krize zemí zmítaly sociální nepokoje, v roce 1992 byly učiněny dva pokusy o puč a prezident byl nakonec v roce 1993 sesazen Nejvyšším soudem pro zpronevěru 250 miliónů bolívarů. Po procesu strávil více než dva roky v domácím vězení.

## Vyznamenání
- velkokříž s řetězem Řádu zásluh o Italskou republiku – Itálie, 17. listopadu 1976[1]
- velkokříž s řetězem Řádu svatého Jakuba od meče – Portugalsko, 1. června 1977[2]
- velkokříž s řetězem Řádu Karla III. – Španělsko, 6. září 1978[3]
- čestný člen Řádu říšské koruny – Malajsie, 1990[4]
- čestný člen Řádu Jamajky[5]